# Retrovírus
A retrovírusok (a Retroviridae család tagjai) olyan RNS-genommal rendelkező vírusok, amelyek életciklusuk során az RNS-üket DNS-sé írják át, majd azt beillesztik a gazdasejt egyik kromoszómájába. Erről az ún. provírusról másolódnak az új vírusgenomok.
A retrovírusok a gerincesek parazitái, elsősorban az emlősöket és a madarakat fertőzik. Négy faja okoz betegséget az emberben, a HIV-1 és -2 (az AIDS kórokozója), valamint a HTLV-1 és -2 (amelyek T-sejtes limfómát válthatnak ki). Retrovírus okozza a lovak fertőző kevésvérűségét, a juhok neurodegeneratív visna-maedi betegségét vagy a macskák immunhiányos szindrómáját is. Egyes retrovírusok a gazdaszervezettől szerzett onkogének segítségével tumorokat indukálhatnak. Az ivarsejteket fertőző retrovírusok a genomba beépülve átkerülhetnek a következő generációkba; az ember genomjának kb. 8%-a ilyen ún. endogén retrovírus.
Egyedi replikációs technikájukkal a retrovírusok nagyon fontos eszközöket biztosítanak a molekuláris biológiai kutatásoknak és géntechnológiai fejlesztéseknek.

## Felfedezésük

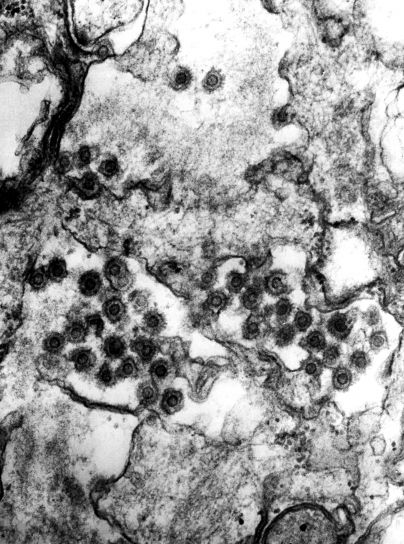
Spumavírusok elektronmikroszkópos képe

Az első olyan betegséget, amelyet retrovírus okoz, a lovak fertőző kevésvérűségét 1904-ben fedezték fel, bár csak jóval később ismerték fel, hogy a kórokozó egy vírus. Négy évvel később ismertté vált, hogy a csirkeleukózis (egyfajta leukémia) virális eredetű, 1911-ben pedig Peyton Rous kimutatta, hogy sejtmentes szövetkivonattal át lehet vinni a szarkómát egyik baromfiról a másikra. Ez a kórokozó, a felfedezőjéről elnevezett Rous-szarkómavírus, akárcsak a madárleukózis-vírus, az Alpharetrovirus nemzetségbe tartozik. Az első, emlősöket megbetegítő retrovírust jóval később, 25 év múlva fedezte fel John Bitter, aki egerekben talált rá az emlőtumorokat okozó, tejjel átadódó ágensre. 1957-ben Ludwik Gross mutatta ki az egér leukémiavírust, majd a következő két évtizedben sorra mutatták ki egérből, macskából, szarvasmarhából, majomból a rákot okozó retrovírusokat.
Az 1950-es években az izlandi Sigurdsson írta le a visnát (vagy maedit), a juhok lassú, neurodegeneratív betegségét, melynek okozóját a Lentivirus nemzetségbe sorolták (lentus latinul lassú). A spumavírusokat szokatlan módon sejtkultúrában fedezték fel 1954-ben, ahol a a sejtek habszerű megjelenését okozta (spuma latinul hab).
Az első embert fertőző retrovírust, a kután T-sejtes limfómát előidéző HTLV-1-et 1980-ban írták le. Három évvel később a francia Montagnier és munkatársai kimutatták, hogy a járványszerűen terjedő AIDS-nek is egy retrovírus, a lentivírusokhoz tartozó HIV-1 a kórokozója. Azóta a HIV számos közeli rokonát fedezték fel majmokban, macskákban és szarvasmarhákban, amelyek jó modellként szolgáltak a HIV kutatásához.
Valamennyi emlős – beleértve az embert is – genomjában nagy számban találhatók beépült, ún. endogén retrovírusok, amelyek között működésképesek (de betegséget nem okozók) és mutációk által teljesen működésképtelenné váltak egyaránt előfordulnak és arról tanúskodnak, hogy a retrovírusok több tízmillió éve együttélnek gazdaszervezeteikkel.

## Szerkezetük
A vírusrészecske (virion) gömb alakú, átmérője 80-100 nanométer közötti, kívülről a gazdasejt külső sejthártyájából (esetenként az endoplazmatikus retikulumból) származó, kétrétegű lipidmembrán borítja. A lipidburokba glikoproteinből álló, megvastagodott végű tüskeszerű képződmények ágyazódnak. Ez alatt található a vírusmag: a fehérjeburokkal (kapsziddal) körbevett vírusgenom és a szaporodáshoz szükséges enzimek. A vírusmag formája az Alpharetrovirus, Gammaretrovirus, Deltaretovirus nemzetségeknél, valamint valamennyi spumavírusnál gömb; a Betaretrovirus esetében gömb vagy pálca; a Lentivirus nemzetség tagjainál pedig csonkagúla. A lentivírusok, alfa- és gammaretrovírusok érett virionjai a sejthártya közelében szerelődnek össze; a bétaretrovírusok a citoplazmában  aztán a sejthártyából szerzik be a lipidburkukat; a spumavírusok pedig szintén a citoplazmában állnak össze, de a külső lipidburok a sejt belső membránjaiból származik.

### Genom

A retrovírus-genom szerveződése

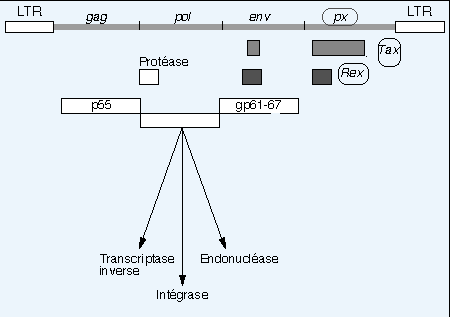
A HTLV-1 genomja

A retrovírusok genomja diploid, vagyis két darab, egymással (az esetleges mutációktól eltekintve) azonos, pozitív-szenz (vagyis közvetlenül mRNS-ként használható), egyszálú, lineáris RNS-ből áll; hosszuk 7-11 ezer bázis között változik. A két RNS molekula hidrogénkötésekkel kapcsolódik egymáshoz az 5' végük közelében. A sejtek mRNS-éhez hasonlóan 5' végükön ún. cap ("sapka"), 3' végükön pedig poliadenozin-farok található. Az 5' vég közelében egy tRNS kapcsolódik hozzá, amely a DNS-átírás kezdetén primerként szolgál. A tisztított RNS-genom nem fertőzőképes, a vírus szaporodásához feltétlenül szükséges kettős szálú DNS-sé való átírása és a gazdagenomba való integrálása.
Életciklusukhoz négy gén szükséges feltétlenül, ezek egymás utáni sorrendje: 5'-gag-pro-pol-env-3'. A gag gén a virion struktúrproteinjeit kódolja (amelyek egy poliproteinként íródnak át; ez az "érés" során feldarabolódik). A pro egy proteázt kódol, amely a poliprotein darabolását végzi. A pol a reverz transzkriptáz és az integráz génje (ezek felelősek az RNS-genom DNS-sé konvertálásáért és a gazdagenomba való integrálásért). Az env a felszíni fehérjét kódolja (ez kapcsolódik a gazdasejthez).
A deltaretrovírusok, epszilonretrovírusok, lentivírusok és spumavírusok genomjában további szabályozó gének is találhatók. Legbonyolultabbak a főemlősöket fertőző lentivírusok (köztük a HIV), amelyek további hat génnel rendelkeznek, többek között a transzkripciót szabályozó tat-tal és az újonnan átírt vírus-RNS-t a sejtmagból kiszállító rev-vel. Egyes alfa- és gammaretrovírusokban a gazdasejtből származó szekvenciák is megtalálhatók, amelyek a sejtosztódást szabályozva tumorképződést indukálhatnak.

### Vírusfehérjék

A HIV szerkezete

A vírusrészecske felszínéből tüskeszerű képletek állnak ki, amelyek az env gén által kódolt felszíni és transzmembrán glikoproteinek három-három példányából épülnek fel. A többi génhez hasonlóan az envről is egyetlen hosszú poliprotein íródik át, amelyet utólag vág két darabra a proteáz. A tüskék viriononkénti száma igen változó: a HIV esetében 7-14-re becslik, míg a majmokat fertőző spumavírusoknál a 150-et is meghaladhatja. A felszíni fehérje funkciója a célsejt felületén a receptorhoz valókötődés, míg a transzmembrán fehérje egyrészt lehorgonyozza a felszínit a lipidrétegbe, másrészt a kapcsolódás után innen indul a virion és a sejt lipidmembránjainak összeolvadása.
Az Orthoretrovirinae alcsalád esetében a gag génről átíródó poliproteint 3-6 kisebb struktúrfehérjére vágják, amelyek sorrendje az N-terminustól kezdve a következő: mátrixprotein (a lipidburok és a kapszid közötti teret, mátrixot tölti ki); egy foszforilált fehérje, amely egyes vírusokban a bimbózást szabályozza; kapszidprotein; nukleokapszidprotein; kis C-terminális fehérje, amely egyes vírusokban a virion összeszerelését és a bimbózást irányítja. A spumavírusok esetében a gag-poliproteint csak két darabra vágják szét.
Valamennyi retrovírus virionja tartalmaz három enzimet, amelyek feltétlenül szükségesek az életciklus lebonyolításához: a proteázt (a pro gén terméke és a génekről átíródó poliproteineket vágják megfelelő méretű darabokra), a reverz transzkriptázt és az integrázt (mindkettő a pol gén terméke és a vírus-RNS DNS-sé való átírását és a gazdasejt kromoszómájába való beillesztését végzik). Egyes vírusokban dUTP-áz enzim is található, ennek szerepe nem ismert. A fehérjék a vírus tömegének mintegy 60%-át teszik ki.

## Életciklus

A HIV életciklusa

A retrovírusok – más vírusokhoz hasonlóan – specifikusan kötődnek a célsejt felszínén található különböző molekulákhoz (ún. receptorokhoz). A HIV esetében például ez az immunrendszer egyes sejtjei által termelt CD4 fehérje, de a teljes kötődéshez szüksége van egy kisegítő receptorra, ami vagy a CCR5 vagy a CXCR4 (mindkettő a sejtek közötti kommunikációban szerepet játszó kemokinreceptor). A kapcsolódást a vírus felszíni glikoproteinje végzi, majd egy konformációs változás után a transzmembrán protein behatol a sejthártyába és fuzionáltatja a vírus saját lipidmembránjával. Ennek eredményeképpen a víruskapszid bekerül a citoplazmába.
A replikáció első lépéseként a vírus RNS-ét a reverz transzkriptáz átírja DNS-sé. A folyamat viszonylag bonyolult, több szakaszban, a részlegesen kész DNS-szálak áthelyezésével zajlik (ezzel magyarázható a rekombináció magas aránya is, ha két vírus egyszerre fertőzi meg a sejtet). A kész kettős szálú DNS az áthelyezések miatt a végein némileg hosszabb, mint az eredeti genom. A "reverz" (fordított) nevet azért kapta a reakció, mert felfedezése idején a molekuláris biológia ún. centrális dogmája szerint az információ DNS->RNS->protein irányban áramlik, ez a folyamat azonban felborította az addigi konvenciót. A reverz transzkriptáz nem rendelkezik hibajavító funkcióval, így a retrovírusok mutációs rátája igen magas.
Az átírt DNS-nek és a hozzá kapcsolódó integráz enzimnek (az ún. preintegrációs komplexnek) be kell jutnia a sejtmagba. A legtöbb retrovírus nem képes átjutni a maghártyán így várniuk kell a sejtosztódásig, amikor az lebomlik. A lentivírusok komplexe azonban képes áthatolni a maghártya pórusain. Ezután az integráz rekombinációval beilleszti a vírus-DNS-t a gazdáéba, ennek helyén működése jellegzetessége miatt rövid (hosszúsága függ a vírusfajtól) ismétlődés jön létre. Az illesztés helye a jelek szerint random, bár az integráz előnyben részesíti az aktív gének környezetét (feltehetően azért, mert azok nincsenek sűrűn felcsavarva a kromoszómák hisztonjaira). Az integrált vírusgenom neve provírus.
A provírusról a sejt RNS-polimeráz II enzime készít RNS-kópiákat, amelyek aztán az mRNS-ekhez hasonlóan 5'cap-et és poli(A)-farkat kapnak. A spumavírusok kivételével a gag, pro és pol gének transzlációjához (fehérjeátírásához) a teljes vírusgenom szolgál. Az env és a kisebb szabályozó gének esetében a vírusgenom splicingon megy át.  
A virionok összeszerelődése a legtöbb retrovírusfaj esetében a sejthártyánál megy végbe (a bétaretrovírusoknál és a spumavírusoknál a citoplazmában). Az éretlen vírusrészecske ún. bimbózással hagyja el a sejtet, melynek során megkapja lipidburkát is. Ekkor még nem fertőzőképes, ehhez érési folyamaton kell átmennie, melynek során a proteáz darabokra vágja a becsomagolt poliproteineket és kialakul a virion végleges belső szerkezete.

## Patogenezis

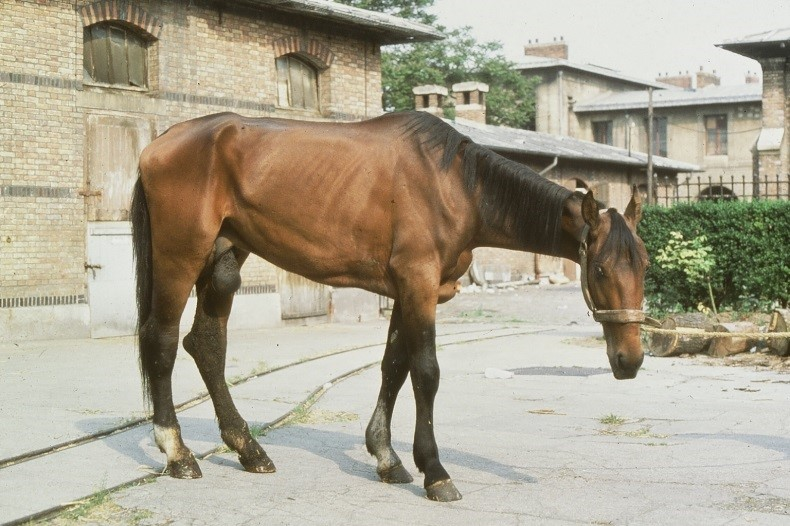
Fertőző kevésvérűségben szenvedő ló

Mivel beépülnek a gazdaszervezet genomjába, a retrovírusok élethosszig tartó fertőzést alakítanak ki bennük. Életciklusuk végigvitele többnyire nem pusztítja el a sejtet és csak az erőforrások egy viszonylag kis százalékát vonja el tőle. Viszont a fertőzést gyógyítani nagyon nehéz, szinte lehetetlen, mert egyetlen megmaradt lappangó provírus képes megújítani a szisztémás fertőzöttséget.
Egyes retrovírusok (az Alpha- és Gammaretrovirus nemzetségből) képesek tumorokat indukálni. Legismertebb és egyik legtöbbet tanulmányozott példájuk a Rous-szarkómavírus. Ezek a gazdaszervezettől szereztek meg olyan géneket (onkogéneket), amelyek elősegítik a sejtosztódást. A vírusok többsége önállóan nem képes szaporodni, mert az átvett gén a replikációhoz szükséges vírusgének helyére került; ezért általában egy segítő (helper) vírusra van szükségük, amely biztosítja számukra a hiányzó fehérjéket. Más esetekben (ilyen a madár-leukémiavíus) a nagy kópiaszámban a genomba integrálódó vírus véletlenül kiiktathat egy sejtosztódást gátló gént és ez vezet tumor kialakulásához. A HTLV-1 pedig az IL-2 és IL-2 receptor génjét aktiválva, illetve a sejtciklust reguláló p53 kiiktatásával okozhat az esetek kis számában T-sejtes limfómákat.
A lentivírusok, mint a visna-maedi vírus, a lovak fertőző kevésvérűségének vírusa vagy a HIV, perzisztens fertőzést hoznak létre és lassan (akár éveken át), fokozatosan egyre súlyosbodó tüneteket okoznak. A juhok fokozatos idegrendszeri leépülését kiváltó visna-maedi vírus "lassú" betegségéről nevezték el a nemzetséget. A HIV is hasonlóképpen viselkedik, bár az ő esetében a CD4+ T-limfocita gazdasejt elpusztul a vírus szaporodásakor. Így is évekig tart, míg annyira meggyengíti az immunrendszert, hogy az opportunista bakteriális-, vírus- vagy gombafertőzések a beteg halálát okozzák. A majom immundeficiancia-vírus (SIV, a HIV őse) természetes gazdaállataiban nem okoz betegséget, feltehetően hosszú evolúciós folyamat eredményeképpen alkalmazkodtak egymáshoz.

## Endogén retrovírusok
Ha egy retrovírus a szervezet ivarsejtjeit vagy az azokat termelő szöveteket fertőzi meg és beintegrálódik a genomba, belekerülhet a gazda következő generációjába, amelyek már minden sejtjében hordozni fogja a provírust. Ha a vírus nem jelenléte nem okoz olyan betegséget, amely szelekciós hátrányt jelentene a gazdaszervezetnek, akkor végérvényesen bennmarad a génállományban. Idővel a mutációk jó eséllyel replikációképtelenné teszik. A gerincesek genomja igen sok ilyen – aktív vagy inaktív – retrovírust tartalmaz, ezek az ún. endogén retrovírusok. Az ember genomjának kb. 8%-át teszik ki, jóval többet, mint a hasznos, kódoló szakaszok.

## Osztályozás

A retrovírusok evolúciós fája

A retrovírusok a Retroviridae családba, az Ortervirales rendbe és a Baltimore-féle osztályozási rendszerben a VI. csoportba (egyszálú RNS-genommal rendelkező, reverz transzkripciót használó fajok) tartoznak. A csoportban rajtuk kívül retrotranszpozonok találhatóak. A VII. csoport vírusai is használnak életciklusuk során reverz transzkripciót, de genomjuk kettős szálú DNS.
A családot korábban három alcsaládra bontották (Oncovirinae, Lentivirinae és Spumavirinae), újabban már csak kettőre: 
- Orthoretrovirinae, amelybe a következő nemzetségek tartoznak:
  - Alpharetrovirus; 9 faj, típusfaja a madár leukózisvírus; ide tartozik a Rous-szarkómavírus is
  - Betaretrovirus; 5 faj, típusfaj az egér emlőtumorvírus
  - Gammaretrovirus; 18 faj, típusfaj az egér leukémiavírus; ide tartozik a macska leukózisvírus is
  - Deltaretrovirus; 4 faj, típusfaj a marha leukémiavírus; ide tartozik az onkogén humán T-limfotróp vírus 1 és 2 is
  - Epsilonretrovirus; 3 faj, típusfaj a Walleye dermális szarkóma-vírus
  - Lentivirus; 10 faj, típusfaj a humán immundeficiencia vírus 1; ide tartozik a majom immundeficiencia-vírus és a macska immundeficiencia-vírus is
- Spumaretrovirinae: a következő nemzetségekkel (a korábbi Spumavirus nemzetséget 2017-ben osztották ötfelé):[4]
  - Bovispumavirus; 1 faj, típusfaj a marha spumavírus
  - Equispumavirus; 1 faj, típusfaj a ló spumavírus
  - Felispumavirus; 1 faj, típusfaj a macska spumavírus
  - Prosimiispumavirus; 1 faj, típusfaj az óriás fülesmaki spumavírus
  - Simiispumavirus; 15 faj, típusfaj a keleti csimpánz spumavírus

Az endogén retrovírusok nincsenek eszerint rendszerezve; őket három nagyobb csoportba osztják:
- I. csoport szekvenciája alapján a gammaterovírusokhoz hasonlít
- II. csoport az alfa- és bétaretrovírusokhoz
- III. osztály a spumavírusokhoz hasonlít.